# Mark Suykens
Mark Petrus Maria Suykens (Berchem, 4 januari 1952) is een Vlaams voormalig bestuurder. 

## Biografie
Mark Suykens was na zijn rechtenstudies stafmedewerker van de Stichting Lodewijk de Raet en coördinator van De Wakkere Burger. In 1992 werd hij juridisch adviseur van de Vereniging van Vlaamse Steden en Gemeenten, waarvan hij van 1994 tot 2017 als algemeen directeur aan het hoofd stond.
Hij was bestuurder van Jobpunt Vlaanderen (1999-2011) en het Vlaams-Europees Verbindingsagentschap (2007-2017). In 2005 werd hij bestuurder van de openbare vastgoedbevak Serviceflats Invest nv, waarvan hij in 2007 voorzitter van de raad van bestuur werd. In 2014 wijzigde de naam in Care Property Invest. Ook was hij bestuurder van de vzw Natuurwerk en de vzw RTV. Tevens is hij ambassadeur van Grootouders voor het Klimaat.
In 2006 richtte hij samen met toekomstig burgemeester Lieven Janssens in Vorselaar de lokale partij ACTIEV op, een links-groen-georiënteerde burgerbeweging.

## Eerbetoon
- 2016: VVBB-prijs van de Vlaamse Vereniging voor Bestuur en Beleid[4]